# Голливуд, я люблю тебя
«Голливуд, я люблю тебя» (фр. Hollywood, je t'aime) — малобюджетная кинокомедия режиссёра Джейсона Бушмена. Картина снималась вживую в реальных местах Лос-Анджелеса.

## Сюжет
После неудачных отношений с бойфрендом, не выдержав долгой и нагоняющей тоску зимы, парижский гей Джером, бросив всё, импульсивно приезжает в Лос-Анджелес, для того чтобы провести здесь Рождество. Во время своего пребывания в городе, он встречает разных людей. У Джерома есть сокровенное желание — он мечтает стать кинозвездой. Но парень не может просто так порвать со своим прошлым: город ангелов, конечно, хорош, но сердце героя там, где его дом — в Париже.

## В ролях
| Актёр       | Роль   |
| ----------- | ------ |
| Эрик Дэбетс | Джером |
| Чед Аллен   | Росс   |

## Отзывы
Питер Дебрудж на странице ведущего американского еженедельника о киноиндустрии Variety отметил, что хотя фильм в целом и позиционируется как комедия, он затрагивает и вполне серьёзные темы, такие как СПИД, гомосексуальная проституция, а также двойные стандарты, которым часто следуют актёры-геи.